# Now or Never (canção)
"Now or Never" é o primeiro número musical e primeiro single do filme da Disney Channel High School Musical 3: Senior Year. A música também é a primeira faixa da trilha sonora do filme. No entanto, quando a música é executada no filme, o primeiro verso é omitido.

## Lançamentos
A canção teve sua estréia mundial na Radio Disney em 11 de julho de 2008. Uma versão estendida da música foi lançada em 2 de setembro de 2008 na iTunes Store como o primeiro single oficial da trilha sonora. Uma prévia de seu uso no filme, junto com clipes do filme, estreou no Disney Channel em 30 de julho de 2008. No domingo, 20 de julho de 2008, a canção estreou no Reino Unido na BBC Radio One como parte da BBC Switch. Apenas Zac Efron, Vanessa Hudgens, e Corbin Bleu cantam na música, mas ela é creditada como cantada pelo elenco de High School Musical 3.

## Vídeo musical
Uma prévia da cena do filme (considerada o vídeo oficial da música) estreou no Disney Channel em 30 de julho de 2008. "Now or Never" é o número de abertura do filme que acontece durante os West High Knights e East High. A cena começa no vestiário masculino e transita para a academia onde o jogo de basquete está acontecendo. A música termina quando a cesta do vencedor é executada.

## Desempenho nas tabelas musicais

### Tabelas semanais
| País - Tabela (2008)               | Melhor posição |
| ---------------------------------- | -------------- |
| Austrália (ARIA)                   | 62             |
| Canadá (Canadian Hot 100)          | 72             |
| Dinamarca (Tracklisten)            | 18             |
| Estados Unidos (Billboard Hot 100) | 68             |
| Irlanda (IRMA)                     | 42             |
| Itália (FIMI)                      | 29             |
| Reino Unido (UK Singles Chart)     | 41             |
| Suíça (Schweizer Hitparade)        | 64             |